# Lo spirito della foresta
Lo spirito della foresta (titolo originale: Shaman's Crossing) è un romanzo fantasy della scrittrice californiana Robin Hobb, pubblicato in lingua inglese nel 2005. È il primo volume della Trilogia del Figlio del Soldato.
Il romanzo è stato tradotto in francese, tedesco, cinese, russo, oltre che in italiano.

## Trama
Il romanzo, ambientato nelle terre di Gernia, narra la formazione del giovane Nevare Burvelle, secondogenito di Lord Keft e, in quanto tale, destinato alla carriera militare. Lord Keft stesso, essendo il secondogenito nella sua famiglia, aveva servito il re Troven nella cavalleria, prima che gli fosse assegnato un titolo nobiliare e un feudo per meriti di guerra. La Sacra Scrittura stabilisce infatti che il primogenito di una famiglia nobile erediti il titolo e le proprietà, il secondogenito diventi un soldato, il terzogenito diventi sacerdote, e così via.

### L'addestramento
Nevare, sotto la guida paterna, comincia molto presto a frequentare l'ambiente militare. Durante le sue frequentazioni, e i colloqui con suo padre, inizia a conoscere la cultura e le usanze degli abitanti delle pianure, anche se solo superficialmente. Questi popoli, divisi in molte tribù, erano stati sottomessi dai gerniani dopo la guerra persa contro i Landsing, allo scopo di aprire una strada verso le Montagne Barriera e, con essa, nuove possibilità di commercio. Ben presto, Nevare si fa un'idea dei popoli delle pianure come di civiltà arcaiche, arretrate, miscredenti e dedite alla magia, la cui sottomissione aveva finito per giovare a loro stessi in termini di progresso e benessere.
In previsione del suo ingresso all'Accademia di cavalleria, Lord Keft si premura di impartire al figlio i rudimenti delle materie, teoriche e pratiche, che andrà a studiare. La maggior parte dell'addestramento di Nevare si svolge con un precettore e col sergente Duril, ex subalterno di Lord Keft. Nevare, pur sforzandosi al massimo nei compiti a lui assegnati, è costantemente pervaso dal dubbio di possedere o meno l'attitudine al comando e dal timore di deludere suo padre.
Col passare del tempo, Lord Keft decide che, oltre all'addestramento impartito da Duril, Nevare ha bisogno degli insegnamenti di chi, tempo addietro, era stato un suo fiero nemico: Dewara, guerriero della tribù dei Kidona. Nonostante il parere contrario di Duril, Lord Keft conduce il figlio da Dewara. Inizia così un addestramento durissimo, conflittuale, in cui Nevare è spesso sul punto di soccombere. Tuttavia, facendo leva sul suo orgoglio e sulla sua forza di volontà, riesce ad affrontare e a superare le prove impostegli da Dewara, da cui riesce a guadagnare un minimo di rispetto. Il culmine dell'addestramento di Nevare arriva con una sorta di rituale magico, officiato da Dewara. I due si ritrovano catapultati in un altro mondo, e, dopo aver attraversato una serie bizzarra di ponti sospesi e piattaforme, Nevare si ritrova davanti la Donna Albero degli Speck, popolo dalla pelle striata, nemico giurato dei Kidona. Il compito di Nevare è quello di uccidere la Donna Albero, che però, con l'aiuto della magia, riesce a fermare Nevare e a rubare una parte del suo Io più profondo, allo scopo di farne uno strumento di difesa per gli Speck contro i Gerniani e la loro strada. La visione ha termine, e l'addestramento si conclude con un furioso Dewara che trascina a casa Nevare svenuto e gravemente ferito. Ripresosi dalla durissima esperienza, il ragazzo continua l'addestramento con Duril e, al raggiungimento della maggiore età, gli viene promessa in sposa Carsina Grenalter, figlia minore di un ex commilitone di Lord Keft. Tale promessa è ovviamente vincolata alla carriera di Nevare all'Accademia e nell'esercito, destinata ad iniziare di lì a poco.

### La vita all'Accademia
Dopo aver viaggiato lungo il fiume fino all'Antica Thares ed essere stato ospite dello zio Sefert, fratello maggiore di Lord Keft, Nevare entra nell'Accademia, retta dal Colonnello Stiet. L'alloggiamento di Nevare è nella sezione dell'Accademia chiamata Carnestone House, che divide con altri cadetti di Nuova Nobiltà. In breve, all'interno di Carnestone, iniziano ad emergere le personalità di alcuni cadetti che, più di altri, paiono possedere le capacità di capi del gruppo: da una parte il carismatico Trist, dall'altra i tenaci Gord e Spink. Nevare, pur affascinato dalla personalità di Trist, non ne condivide l'atteggiamento spregiudicato, e, di conseguenza, finisce per legare con Gord e Spink.
Ben presto, si rende conto del fortissimo dualismo tra i cadetti di Vecchia e Nuova Nobiltà, a cui Nevare stesso appartiene: i primi, indottrinati dalle rispettive famiglie, vedono i secondi come degli usurpatori, poiché provengono da famiglie a cui il titolo è stato assegnato sul campo. Questa situazione, in realtà, è il perfetto riflesso dei contrasti negli ambienti politici gerniani. Neppure la gestione dell'accademia è esente da problemi, con i cadetti di Nuova Nobiltà sempre più a rischio degli altri di punizioni ed espulsioni. Tuttavia, allievi di Vecchia e Nuova Nobiltà hanno qualcosa in comune: la presenza di Caulder Stiet, il figlio dodicenne del Colonnello. Data l'educazione ricevuta, Caulder è inevitabilmente vicino ai cadetti di Vecchia Nobiltà, di cui cerca disperatamente l'amicizia e il cameratismo. Di conseguenza, per gli altri cadetti la sua presenza porta uno stato di forte tensione e disagio, ad eccezione dello spregiudicato Trist che, come i cadetti di Vecchia Nobiltà, finge di assecondarlo per poi trasformarlo in vittima dei suoi scherzi. Fatalmente questo legame con Trist porta Caulder a contrapporsi agli altri allievi, in particolare a Nevare, per cui sembra avere un particolare astio.

La vita all'accademia scorre intervallata da studi, esami, punizioni e contrasti con i cadetti alloggiati negli altri padiglioni. In tutto questo Nevare intrattiene una corrispondenza con la sua promessa sposa Carsina e, inevitabilmente, comincia a porsi delle domande sui veri o presunti sentimenti che li legano. Per contro, il suo compagno Spink non sembra avere dubbi in materia: durante una libera uscita infatti, recandosi a casa di Sefert Burvelle, conosce Epiny, la stravagante cugina di Nevare, e ben presto tra i due inizia a crearsi un legame che va al di là della semplice amicizia.

## Edizioni in italiano
- Robin Hobb, Lo spirito della foresta: romanzo traduzione dall'inglese di Ludovica Palestini, Roma: Fanucci, 2009, Fa parte di: Trilogia del figlio soldato